# Метод рівнів
Ме́тод рі́внів — це когнітивний підхід до психологічної терапії (когнітивної і поведінкової терапії), заснований на теорії перцептивного контролю. Використовуючи метод рівнів, терапевт має на меті допомогти пацієнту перенести свою обізнаність на вищий рівень сприйняття, щоб вирішити конфлікти та дозволити провести реорганізацію.
Метод рівнів — трансдіагностична когнітивна терапія. Він залучає внутрішні ресурси людини для сприяння одужанню стійким та генеративним способом. Вихідним пунктом для MOL є суб'єктивний досвід особистості, і, допомагаючи людям розширити свою обізнаність та посилити взаємозв'язок їх внутрішніх світів, вони здатні осмислити свої труднощі та створити нове і більш задоволене життя. Як трансдіагностичний терапевтичний підхід метод рівнів добре підходить для розв'язання складних проблем терапії, таких як недотримання, недостатній ступінь участі та погана мотивація.

## Фон
Психотерапія, як правило, зосереджена на патології, хоча були винятки, такі як акцент Карла Роджерса на актуальні тенденції. РСТ сприяє корисній перспективі психологічних розладів, надаючи модель задовільного психологічного функціонування, як успішного контролю. Дисфункція тоді розуміється як порушення успішного контролю, а дистрес як досвід, який виникає внаслідок нездатності людини контролювати важливий досвід. Не робиться спроба розглянути симптоми лиха, як би вони самі по собі були проблемою. Перспектива PCT полягає в тому, що відновлення здатності контролю виключає джерело лиха. Внутрішній конфліктмає наслідком відмову від контролю обом системам, які суперечать одна одній. Конфлікт, як правило, минущий. Коли конфлікт стає хронічним, то можуть проявлятися симптоми психологічного розладу.

## Метод
Основним процесом є перенаправлення уваги на системи управління вищого рівня шляхом розпізнавання «фонових думок», виведення їх на перший план, а потім зосередження на отриманні більшої кількості фонових думок під час вивчення нових думок переднього плану. Коли процес сходження на рівень досягне кінця, не стикаючись з будь-якими конфліктами, потреба в терапії може закінчитися. Коли, однак, цей процес на «високому рівні» виходить з ладу, ймовірно виник новий конфлікт і розвідка може бути перетворена на пошук систем, відповідальних за генерування конфлікту, та якомога далі симптомів та зусиль, безпосередньо пов'язаних з цим з конфліктом.